# The Other Side (Pendulum)
The Other Side è un singolo del gruppo musicale australiano Pendulum, pubblicato il 28 luglio 2008 come terzo estratto dal secondo album in studio In silico.

## Video musicale
Il videoclip, diretto da Rob Chandler, è stato pubblicato l'8 luglio 2008 in anteprima attraverso il sito di BBC Radio 1 e mostra un uomo all'interno di un ascensore che si ferma in diversi punti durante la durata del video, tutti mostranti il logo impiegato per la copertina di In silico e dei due singoli precedentemente pubblicati. Durante queste fasi, una proiezione olografica interagisce con l'uomo attraverso alcune parti del testo del brano.

## Tracce
Testi e musiche di Rob Swire.
CD promozionale (Regno Unito), CD singolo (Regno Unito)
1. The Other Side (Original Mix) – 5:18
2. The Other Side (Radio Edit) – 3:41
3. The Other Side (VIP Mix) – 5:38
4. The Other Side (Dubstep Mix) – 4:46

12" (Regno Unito)
- Lato A

1. Propane Nightmares (VIP Mix) – 5:39

- Lato B

1. Propane Nightmares (Dubstep Mix) – 4:47

Download digitale
1. The Other Side – 5:15
2. The Other Side (Radio Edit) – 3:41
3. The Other Side (VIP Mix) – 5:38
4. The Other Side (Dubstep Mix) – 4:46
5. Showdown (Live) – 7:38

## Formazione
Gruppo
- Rob Swire – sintetizzatore
- Peredur ap Gwynedd – chitarra
- Gareth McGrillen – basso
- Paul Kodish – batteria

Altri musicisti
- Christopher Mayhew – talk box

## Classifiche
| Classifica (2008) | Posizione massima |
| ----------------- | ----------------- |
| Regno Unito       | 54                |